# Doris Achelwilm
Doris Achelwilm (ur. 30 listopada 1976 w Thuine) – niemiecka polityk i dziennikarka, działaczka Die Linke, deputowana do Bundestagu (2017–2021, od 2025).

## Życiorys
W 1996 roku zdała maturę, a następnie rozpoczęła studia z zakresu germanistyki, historii oraz nauk politycznych na Uniwersytecie Leibniza w Hanowerze. W tym czasie zaczęła pracę jako dziennikarka, specjalizując się w tematyce kulturalnej.
W 2007 roku została rzeczniczką prasową klubu parlamentarnego Lewicy (Die Linke) w Bremie, pełniąc tę funkcję do 2017 roku. Równocześnie angażowała się w działalność partyjną, m.in. jako członkini różnych grup roboczych i gremiów Die Linke w Bremie. W latach 2012–2020 była członkinią rady programowej Radia Bremen, a w latach 2013–2017 pełniła funkcję rzeczniczki krajowej Die Linke w Bremie.
W 2017 roku po raz pierwszy uzyskała mandat posłanki do Bundestagu. Zasiadała w komisji ds. rodziny, seniorów, kobiet i młodzieży oraz jako zastępczyni w komisji ds. kultury i mediów. W 2021 roku nie uzyskała reelekcji.
Po zakończeniu kadencji podjęła pracę jako urzędniczka w bremeńskim resorcie gospodarki, gdzie zajmowała się koordynacją działań koalicyjnych oraz pełniła funkcję referentki i przedstawicielki na posiedzeniach w przedstawicielstwie landu w Berlinie.
W 2025 roku ponownie uzyskała mandat posłanki do Bundestagu. Jest także członkinią zarządu krajowego Die Linke w Bremie.